# Yo no creo en los hombres (série télévisée, 1991)
Pour la télénovela de 2014, voir Yo no creo en los hombres (série télévisée, 2014).
Yo no creo en los hombres  est une telenovela mexicaine diffusée en 1991 sur Canal de las Estrellas.

## Distribution
- Gabriela Roel : María Dolores Robledo
- Alfredo Adame : Gustavo Miranda
- Rafael Rojas : Arturo Ibáñez
- Saby Kamalich : Leonor Ibáñez de la Vega
- Ana Colchero : Maleny Ibañez
- Yolanda Andrade : Clara Robledo
- Martha Navarro : Esperanza Robledo
- Bruno Rey : Pedro Miranda
- Bárbara Gil : Laura Miranda
- José Suárez : Leonardo Miranda
- Oscar Morelli : Lic. Salas
- Roberto Carrera : Dr. Roberto Barraza
- Pilar Escalante : Silvia Montecinos
- Hugo Acosta : Tony
- Alberto Estrella : Alfonso
- Patricia Bernal : Susana
- Jorge Antolín : José Alberto
- Humberto Yáñez : Raúl Gómez
- José Luis Yaber : Genaro
- Luisa Huertas : Josefa García
- Dora Cordero : Cecilia
- Luis Arcaraz : Orlando
- Astrid Hadad : Paca
- Damián Alcázar : Juan
- Leonor Llausás : Honoria
- Alejandro Rábago : Aurelio
- Federica Sánchez Fogarty : Elena García
- Felipe Casillas : Jacinto
- Ricardo Silva : Dr. Herrera
- Jorge Molina : Rolando
- Ninón Sevilla : Emelia
- Imelda Miller : Imelda
- Mercedes Ginorella : Lupita
- Vicky Rodel : Iris
- Jorge Acosta : Higinio
- Gaby Bermúdez : Katia
- Irma Torres : Emilia
- Darwin Solano : Eladio
- Lyn May : La China
- Guillermo Quintanilla : El Flaco
- Miguel Arizpe : El Bolillo
- Alfredo Vargas : El Güero
- Judith Arciniega : Irene
- Anna Ciocchetti : Josefina

## Diffusion internationale
| Pays ou Région | Télédiffuseur          | Titre                     | Série première | Série finale      |
| -------------- | ---------------------- | ------------------------- | -------------- | ----------------- |
| Mexique        | Canal de las Estrellas | Yo no creo en los hombres | 10 juin 1991   | 27 septembre 1991 |

## Autres versions
- Yo no creo en los hombres (2014)

### Sources
- (es) Cet article est partiellement ou en totalité issu de l’article de Wikipédia en espagnol intitulé « Yo no creo en los hombres (1991) » (voir la liste des auteurs).